# Trái Đất trong văn hóa

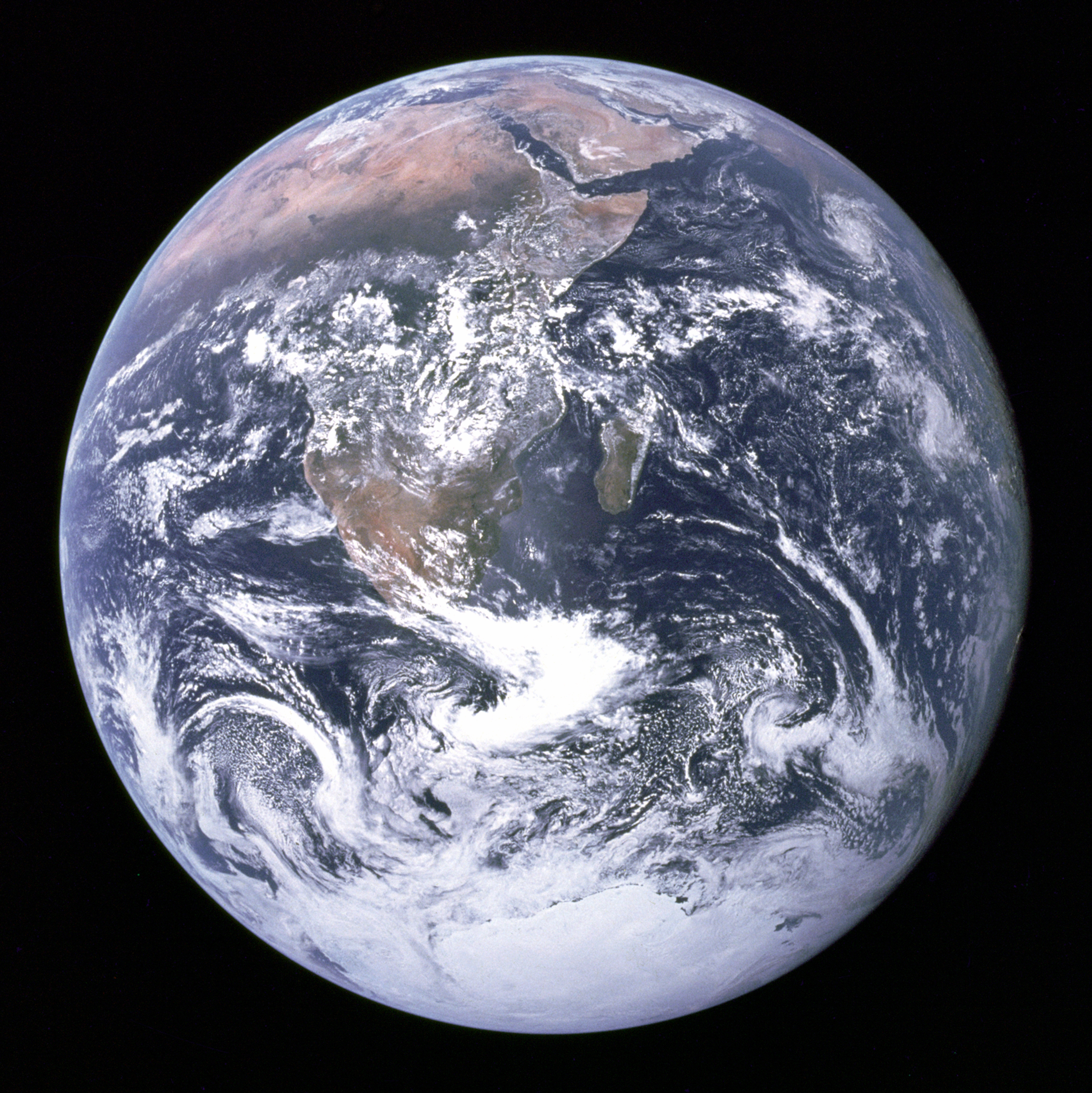
Bức ảnh Blue Marble của Trái Đất, được chụp trong nhiệm vụ Apollo 17 lên Mặt Trăng vào năm 1972.

Quan điểm văn hóa về Trái Đất, hoặc thế giới, thay đổi theo xã hội và khoảng thời gian. Tín ngưỡng tôn giáo thường bao gồm một niềm tin sáng tạo cũng như nhân cách hóa dưới hình thức một vị thần. Việc thăm dò thế giới đã sửa đổi nhiều nhận thức về hành tinh, dẫn đến quan điểm về một hệ sinh thái tích hợp toàn cầu. Không giống như phần còn lại của các hành tinh trong Hệ Mặt Trời, nhân loại không coi Trái Đất là một hành tinh cho đến thế kỷ XVI.

## Biểu tượng hành tinh

Biểu tượng thiên văn của Trái Đất

Biểu tượng thiên văn tiêu chuẩn của Trái Đất bao gồm một hình chữ thập được bao quanh bằng một vòng tròn. Biểu tượng này được gọi là bánh xe chữ thập, Mặt trời chữ thập, Chữ thập của Odin hoặc chữ thập của Woden. Mặc dù nó đã được sử dụng trong các nền văn hóa khác nhau cho các mục đích khác nhau, nhưng nó được dùng để đại diện cho các điểm la bàn, Trái Đất và vùng đất. Một phiên bản khác của biểu tượng là một chữ thập trên đỉnh của một vòng tròn; một chiếc chữ thập trên vòng tròn cách điệu cũng được sử dụng như một biểu tượng thiên văn ban đầu cho hành tinh Trái Đất.

## Tín ngưỡng tôn giáo
Trái Đất thường được nhân cách hóa như một vị thần, đặc biệt là một nữ thần. Trong nhiều nền văn hóa, nữ thần mẹ cũng được miêu tả là một vị thần sinh sản. Đối với người Aztec, Trái Đất được gọi là Tonantzin — "mẹ của chúng tôi"; đối với người Inca, Trái Đất được gọi là Pachamama — "đất mẹ". Nữ thần Trái Đất Trung Quốc Hou Tu  tương tự như Gaia, nữ thần Hy Lạp nhân cách hóa Trái Đất. Đối với người Hindu nó được gọi là Bhuma Devi, Nữ thần của Trái Đất. (Xem thêm Graha.) Người Tuluva ở Tulunadu ở miền Nam Ấn Độ kỷ niệm ba ngày "Ngày Trái Đất" được gọi là Keddaso. Lễ hội này thường diễn ra vào các ngày 10, 12, 13 tháng 2 hàng năm. Trong thần thoại Bắc Âu, người khổng lồ Trái Đất Jorð là mẹ của Thor và con gái của Annar. Thần thoại Ai Cập cổ đại khác với các nền văn hóa khác vì Trái Đất là nam thần Geb và bầu trời là nữ thần Nut.
Thần thoại sáng tạo trong nhiều tôn giáo nhớ lại một câu chuyện liên quan đến việc tạo ra thế giới bởi một vị thần hoặc nhiều vị thần siêu nhiên. Một loạt các nhóm tôn giáo, thường được liên kết với các nhánh cơ bản của đạo Tin lành  hoặc Hồi giáo, khẳng định rằng những diễn giải của họ về các câu chuyện kể về Đấng sáng tạo trong các văn bản thiêng liêng là sự thật theo nghĩa bóng và nên được xem xét cùng với hoặc thay thế các tài khoản khoa học thông thường về sự hình thành của Trái Đất và nguồn gốc và sự phát triển của sự sống. Những khẳng định như vậy bị cộng đồng khoa học phản đối  cũng như các nhóm tôn giáo khác. Một ví dụ nổi bật là tranh cãi về sự tiến hóa sáng tạo.